# 430 (tal)
430 är det naturliga heltal som följer 429 och följs av 431.

## Matematiska egenskaper
- 430 är ett polygontal[1].
- 430 är ett jämnt tal.

## Inom vetenskapen
- 430 Hybris, en asteroid.